# Rhinocaris
Rhinocaris is een geslacht van uitgestorven kreeftachtigen uit de klasse van de Malacostraca (hogere kreeftachtigen).

## Soorten
- Rhinocaris columbina Clarke in Hall & Clarke, 1888 †
- Rhinocaris ehlersi Stewart, 1933 †
- Rhinocaris veneris (Hall & Clarke, 1888) †